# Ауне (Белуно)
Ауне (итал. Aune) је насеље у Италији у округу Белуно, региону Венето.
Према процени из 2011. у насељу је живело 126 становника. Насеље се налази на надморској висини од 887 м.